# مهاباد قره داغي
مهاباد قره داغي (22 كانون الثاني 1966- 9 تشرين الأول 2020)، كاتبة وشاعرة ومترجمة من أكراد العراق حاصلة على الجنسية سويدية. ولدت في بلدة كفري، وهي بلدة تقع بالقرب من كركوك. نشرت أول مؤلفاتها من القصائد في عام 1980، وسجنت من قبل حكومة البعث من عام 1980 إلى عام 1981. في عام 1993، هاجرت إلى السويد. وعملت كمستشارة لرئيس الوزراء في قضايا المرأة في الحكومة الإقليمية الكردية (حكومة إقليم كردستان) في اربيل، شمال العراق.

## الوفاة
توفيت مهاباد قره داغي يوم الجمعة (9 تشرين الأول 2020) في مستشفى بمدينة أربيل  بسبب إصابتها بفيروس كورونا.

## الأعمال
1. خارطة لمستقبل العالم – 1992
2. بانوراما : 1993
3. جبل حقل الذرى : 1994
4. الميداليا : 1995
5. snö fägler : باللغة السويدية
6. خرير الروح – 1999
7. الرحيل : رواية 1994
8. لأحياء المرأة : بحث 1995
9. أعتراف رجولي : ترجمة لكتاب الكاتبة المصرية نوال السعداوي
10. الخبز المسمم : مسرحية بلغارية، ترجمة من العربية : 1994
11. الشعر رئة الكون : مقتطفات من الشعر العالمي : السويد 1994
12. الفنتازيا : قصص قصيرة
13. المرأة في حاشية المجتمع : تحليل
14. عنقود العشق : شعر، 2004 : أربيل
15. سنة من الجحيم : مذكرات سنة في سجون العراق .أربيل 2003 / ترجم إلى العربية والإنجليزية
16. الصدى : رواية – أربيل 2007
17. القناديل الاربعين _ عبرات أربيل _ 2007.[3]